# پایگاه نیروی هوایی هیکام
پایگاه نیروی هوایی هیکام (انگلیسی: Hickam Air Force Base) یک پایگاه نیروی هوایی متعلق به ایالات متحده آمریکا است. این پایگاه جزئی از پایگاه شکاری هاربر-هیکام بوده و در کنار فرودگاه بین‌المللی هونولولو قرار دارد و امروزه، باند فرود این پایگاه برای مصارف فرودگاه هونولولو هم استفاده می‌گردد.